# Мізерний Дмитро Ілліч
Дмитро́ Іллі́ч Мізе́рний (нар. 21 квітня 1936, Кишинів, СРСР — пом. грудень 1989, Донецьк, СРСР) — радянський футболіст, що виступав на позиції нападника. Найбільш відомий завдяки виступам у складі донецького «Шахтаря» та одеського СКА. Майстер спорту СРСР (1961). Після завершення кар'єри гравця — футбольний тренер та арбітр республіканської категорії.

## Життєпис
Дмитро Мізерний народився в Кишиневі. Протягом 1954—1955 років виступав у складі місцевого «Спартака», що брав участь у змаганнях колективів фізкультури. У 1956 році перейшов до аматорського клубу ОДО (Одеса), що згодом змінив назву спочатку на СКВО, а потім і на СКА. Разом з командою Мізерний пройшов шлях від колективів фізкультури до переможців I зони класу «Б».
У 1961 році талановитий півзахисник перейшов до лав донецького «Шахтаря», разом з яким у першому ж сезоні здобув Кубок СРСР. Наступного сезону «гірникам» вдалося повторити успіх, а у 1963 році вони поступилися в фіналі московському «Спартаку». Загалом за «Шахтар» Дмитро Мізерний виступав протягом семи сезонів, відігравши в «помаранчево-чорній» формі більше 200 матчів в усіх турнірах та забивши 17 м'ячів.
Завершував кар'єру в ждановському «Азовці», де також був одним з ключових гравців. У 1968 році розпочав тренерську кар'єру — спочатку входив до тренерського штабу красноармійського «Вуглика», а у 1971 році допомагав Віктору Чанову тренувати донецький «Локомотив». Згодом тривалий час обслуговував матчі різних ліг чемпіонату СРСР як арбітр республіканської категорії.
Помер в Донецьку в грудні 1989 року.

## Досягнення
Командні здобутки
- Володар Кубка СРСР (2): 1961, 1962
- Фіналіст Кубка СРСР (1): 1963
- Переможець I зони класу «Б» чемпіонату СРСР (1): 1958
- Срібний призер II зони класу «Б» чемпіонату СРСР (1): 1960
- Бронзовий призер IV зони класу «Б» чемпіонату СРСР (1): 1959
- Чемпіон УРСР (1): 1957
- Срібний призер чемпіонату УРСР (1): 1956

Особисті відзнаки
- Майстер спорту СРСР (1961)